# Суонсі Сіті
«Суонсі Сіті», також «Свонсі Сіті» (валл. Clwb Pêl-droed Dinas Abertawe, англ. Swansea City Association Football Club) — валлійський професіональний футбольний клуб із міста Суонсі, що виступає в системі англійських футбольних ліг.

## Історія
Клуб заснований 1912 року під назвою Суонсі Таун і в першому ж році існування виграв Кубок Уельсу. 1920 року приєднався до футбольної ліги Англії, та з того часу є її незмінним учасником, в той же час продовжуючи виступати і в Кубку Уельсу. Найвищими досягненнями Суонсі були півфінали Кубку Англії у 1926 та 1964 роках.

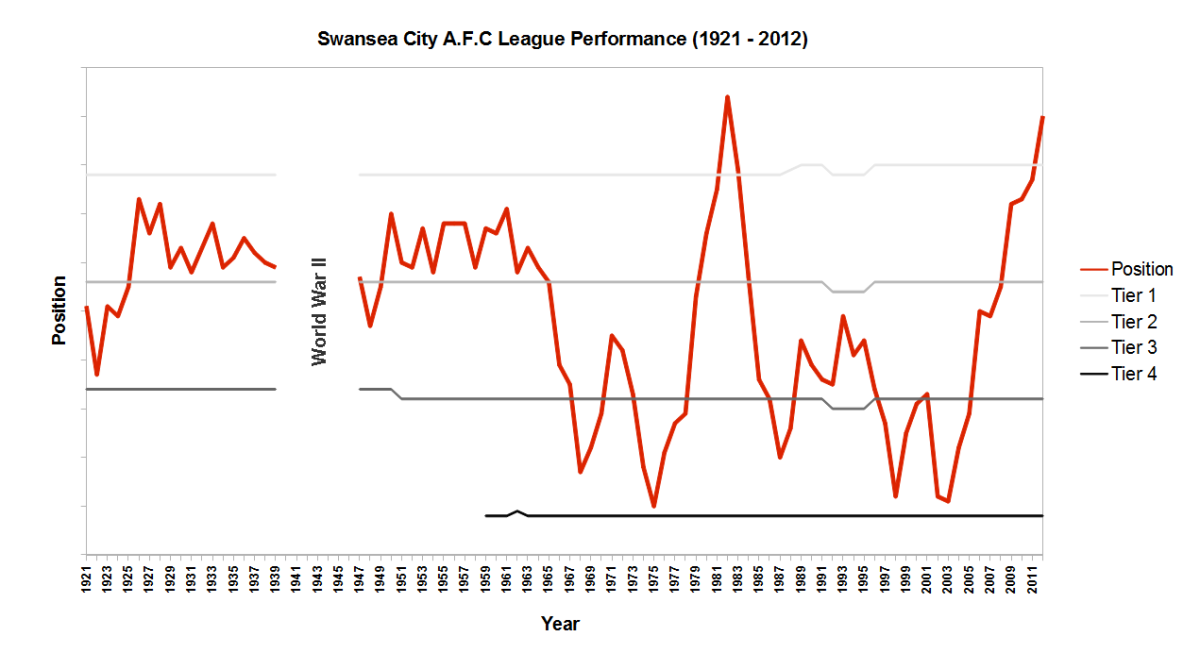
Діаграма виступів «Свонсі Сіті» по сезонах

1961 року, вигравши Кубок Уельсу, команда вперше в історії взяла участь в єврокубках, програвши в першому ж раунді кубка володарів кубків «Мотор Єні» з НДР (2-2, 1-5).
У 1981–1983 роках клуб брав участь у першому дивізіоні футбольної ліги, який на той момент був найвищою лігою Англії, де в свій перший сезон фінішував на 6 позиції, проте після того надовго покинув елітний дивізіон.
1995 року в Кубку Уельсу було заборонено участь клубів, що не входять в систему футбольних ліг Уельсу і «Суонсі Сіті» перестав виступати в цьому турнірі і втратив можливість представляти Уельс на євроарені.
2011 року в матчі плей-оф за право виходу до Прем'єр-Ліги «Суонсі» переграв «Редінг» з рахунком 4-2 і став першим неанглійським клубом в історії, що став виступати в Прем'єр-лізі. В першому сезоні зайняв 11 місце.
24 лютого 2013 року «Суонсі Сіті» виграв Кубок англійської ліги, розгромивши в фіналі з рахунком 5-0 англійський «Бредфорд Сіті», завдяки чому здобув право на участь в Лізі Європи 2013–2014, де виступатиме під прапором Англії. До того клуб сім разів брав участь у єврокубках, проте виключно як переможець Кубку Уельсу.

## Стадіон
З 2005 року домашні матчі проводить на стадіоні «Ліберті», який ділить із популярнішим регбійним клубом «Оспрейс». До 2005 року домашнею ареною клубу був стадіон «Ветч Філд».

## Атрибутика
Кольори клубу — синьо-чорно-білі. Свонсі та його вболівальники неофіційно знані як «Джекс».

## Досягнення
- Переможець Кубку Уельсу (10): 1912-13, 1931-32, 1949-50, 1960-61, 1965-66, 1980-81, 1981-82, 1982-83, 1988-89, 1990-91.
- Півфіналіст Кубка Англії (2): 1926, 1964.
- Володар Кубка англійської ліги: 2012-13

## Виступи в єврокубках
Голи Суонсі завжди показані першими.
| Сезон   | Змагання               | Раунд   | Суперник          | Вдома | На виїзді | В сукупності |
| ------- | ---------------------- | ------- | ----------------- | ----- | --------- | ------------ |
| 1961–62 | Кубок володарів кубків | 1Р      | Мотор Йена        | 2–2   | 1–5       | 3–7          |
| 1966–67 | Кубок володарів кубків | 1Р      | Славія Софія      | 1–1   | 0–4       | 1–5          |
| 1981–82 | Кубок володарів кубків | 1Р      | Локомотив Лейпциг | 0–1   | 1–2       | 1–3          |
| 1982–83 | Кубок володарів кубків | ПР      | Брага             | 3–0   | 0–1       | 3–1          |
| 1982–83 | Кубок володарів кубків | 1Р      | Сліма Вондерерс   | 12–0  | 5–0       | 17–0         |
| 1982–83 | Кубок володарів кубків | 2Р      | ПСЖ               | 0–1   | 0–2       | 0–3          |
| 1983–84 | Кубок володарів кубків | ПР      | Магдебург         | 1–1   | 0–1       | 1–2          |
| 1989–90 | Кубок володарів кубків | 1Р      | Панатінаїкос      | 2–5   | 3–3       | 5–6          |
| 1991–92 | Кубок володарів кубків | 1Р      | Монако            | 1–2   | 0–8       | 1–10         |
| 2013–14 | Ліга Європи            | 3КР     | Мальме            | 4–0   | 0–0       | 4–0          |
| 2013–14 | Ліга Європи            | ПО      | Петролул          | 5–1   | 1–2       | 6–3          |
| 2013–14 | Ліга Європи            | Група A | Кубань            | 1–1   | 1–1       | 2-е місце    |
| 2013–14 | Ліга Європи            | Група A | Санкт-Галлен      | 1–0   | 0–1       | 2-е місце    |
| 2013–14 | Ліга Європи            | Група A | Валенсія          | 0–1   | 3–0       | 2-е місце    |
| 2013–14 | Ліга Європи            | 1/16    | Наполі            | 0–0   | 1–3       | 1–3          |